# うらん (1999年生)
うらん（1999年10月12日 - ）は、日本の俳優（元・子役）、タレント、歌手。
東京都出身。スターダストプロモーションに所属していた。

## 概要
2007年末に子役としてデビュー。
スターダストプロモーション所属前に所属していた芸能事務所ピュア☆コーポレーション時代は、木月うらん（きづき うらん）名義で活動していた。
2008年1月から3月にかけて放送されたテレビドラマ『エジソンの母』（TBS系列）に八戸うらん 役で出演した。（芸名は「うらん」名義。）
2009年4月頃に、ピュア☆コーポレーションからスターダストプロモーションへと芸能事務所を移籍した。
スターダストプロモーション在籍時には同事務所所属の女子ジュニアアイドルによるチアグループ「みにちあ☆ベアーズ」、女性アイドルグループ「チーム大王イカ」のメンバーを経て、女性アイドルグループ「3B junior」、および同グループ内ユニット「マジェスティックセブン」のメンバーとして活動していた。マジェスティックセブンでは、リーダーを務めていた。
3B junior活動中に一時休養し、その後はスターダストプロモーションの女性アイドルセクションSTARDUST PLANET（現 STAR PLANET）にタレントとして所属していたが2024年5月末頃にスターダストプロモーションを退社した。

## 略歴
- 2007年末、デビュー。
- 2008年1月 - 3月、TBSテレビのドラマ『エジソンの母』に八戸うらん 役で出演[2]。
- 2009年4月頃に、ピュア☆コーポレーションからスターダストプロモーション・芸能第10部に事務所を移籍。後に、芸能3部所属となった。
- 2009年、スターダストプロモーションの小学生女子ジュニアアイドルチアグループ「みにちあ☆ベアーズ」に加入。
- 2013年3月、「みにちあ☆ベアーズ」を卒業、その後、女性アイドルグループ「チーム大王イカ」に加入。
- 2013年11月9日、「チーム大王イカ」のメンバーとしてAKIBAカルチャーズ劇場に出演。
- 2014年1月4日、グリーンドーム前橋にて行われたイベント「3Bjunior Live Final“俺の藤井”2014」に出演。
- 2014年、スターダストプロモーションのサイトから名前が消える。
- 2014年7月27日に理事長こと藤下リョウジ取締役のツイッターで、同日と前日に行われた、ももいろクローバーZのバックダンサーとして出演した 3B juniorの一員として写真がUPされる。サービスタイム終了として、理事長自ら全員分を即日削除。
- 2014年11月にリニューアルした 3B juniorのサイトでプロフィール掲載「にこカワ」系アイドルを目指すとコメント。
- 2015年1月8日、スターダストプロモーション芸能3部による、ふじいとヨメの7日間戦争にて、3B junior初となる単独公演「俺の3B junior in 日本青年館（スタート）」に出演。
- 2015年7月11日、3B juniorの第6回定例公演にて、7人組ユニットであるマジェスティックセブンの結成とそのメンバーとなることが発表される。
- 2015年8月14日、3B junior初の単独ホールコンサート「3B junior 浅草大歌謡ショー」に出演。
- 2015年9月19日、3B junior初のフリーライブツアー「東京湾」にマジェスティックセブンのメンバーとして、イオンモール成田(千葉県成田市)にて初出演。
- 2015年12月27日、3B junior初のクリスマスコンサートである「3B junior季節はずれのX'mas party「のんびりサンタさんがやってきた」」に出演。
- 2016年1月8日、1月9日の両日開催された、スターダストプロモーション芸能3部による「「俺の藤井 2016 in さいたまスーパーアリーナ〜Tynamite!!〜」」に3B juniorのメンバーとして出演。
- 2016年1月20日、3B juniorのフリーライブ「3B junior東武屋上祭り!!」にマジェスティックセブンのメンバーとして出演。
- 2016年2月6日、初の対バンライブとなる、Level Girls vol.05（H.I.P.主催、場所：新宿BLAZE）[6]に出演。「未知とのSo Good!!」、「Fragile Stars」、「勇気のシルエット」の3曲を披露した。
- 2016年5月29日、3B juniorのフリーライブツアー「関東平野」の内の一日として、マジェスティックセブン初の単独ライブが開催され（場所：千葉県船橋市・西武百貨店船橋店）、メンバーとして出演。
- 2017年1月16日、体調不良のため、しばらく活動を休止することを発表[7]。
- 2022年5月31日、スターダストプロモーション公式サイトのSTARDUST PLANETのページにタレントとして所属していることが掲載される[1]。
- 2024年6月、スターダストプロモーション公式サイトのSTARDUST PLANETのタレントのページから削除されていることが確認された。

## 人物
- 女性アイドルグループ「マジェスティックセブン」のリーダー。
- ニックネームは、「うらん師匠」[8]。
- チャームポイントは、ハスキーボイス。本人いわく「初見の人によく『声大丈夫?』と心配されがちですが、ご心配なく」と述べている[9]。
- 趣味は、自身の名前をタイトルに織り込んだ4コママンガ「うらマんガ」を描く事、ゲーム、アニメ（アイカツ!、プリパラ、プリキュア他）[1][9]。
- 特技は、ぬいぐるみと話せること、ニヤリ顔。ニヤリ顔については、昔テレビで見たニヤリおじさんにインスパイアされた、と本人が述べている[1][9]。
- 好きな食べ物は、パンダのお肉（おやつカルパス）、羊（ラムの甘辛炒め定食）、生ハム、野菜・果物全般[8][9]。
- 好きな動物は、パンダ、ハダカデバネズミ、ナマケモノ、亀[9]。特に、無類のパンダ好きであり、プライベートではパンダに纏わる衣装[10]、グッズを多数保有し、ライブでは、度々、パンダコスプレ[10]や、パンダメイク[11]で登場する。また、亀は二匹飼育した経験がある[9]。
- 尊敬する人物は、漫画家の吉田戦車、水木しげる。女優の樹木希林、片桐はいり[9]。
- 自分の長所は「小さい事は気にしない」こと、短所は「大きい事も気にしない」こと、と自ら述べている[9]。
- 3B juniorメンバープロフィールページで「『コワかわ系』アイドル目指して頑張るゾ！♡」と宣言している[8]。
- 3B juniorメンバーの自己紹介ソング『ひとつよろしくどうぞ』では、自身のソロパートにおいて「アイドルらしいベタなポージング、知らん、向かん、やらん」と自己紹介している[12]。

## 出演

### ライブ・イベント
- 小学生女子ジュニアアイドルチアグループ「みにちあ☆ベアーズ」所属期のライブ・イベント出演情報については、当該Wikipedia記事「みにちあ☆ベアーズ」を参照の事。
- 女性アイドルグループ「チーム大王イカ」所属期のライブ・イベント出演情報については、当該Wikipedia記事「チーム大王イカ」を参照の事。
- 女性アイドルグループ「3B junior」「マジェスティックセブン」所属期におけるライブ・イベント出演情報については、当該Wikipedia記事「3B junior」または「マジェスティックセブン」を参照の事。

### 映画
| # | タイトル               | 公開日         | 備考                                             |
| - | ---------------------- | -------------- | ------------------------------------------------ |
| 1 | ひぐらしのなく頃に 誓  | 2009年4月18日  |                                                  |
| 2 | だいじょうぶ3組        | 2013年3月23日  | 浦川結衣役で出演。                               |
| 3 | 恐竜を掘ろう!          | 2013年3月30日  |                                                  |
| 4 | ルームメイト           | 2013年11月9日  | 柴田姉妹役として、酒井奈夢と共に出演。           |
| 5 | 小野寺の弟・小野寺の姉 | 2014年10月25日 | 片桐はいりが演じる小野寺より子の幼少期役で出演。 |
| 6 | 灰色の烏               | 2015年3月21日  | 宇川ミズキ役で出演。                             |

### テレビ
| # | 番組名                                               | 出演日／出演期間      | 局             | 備考                                                                     |
| - | ---------------------------------------------------- | --------------------- | -------------- | ------------------------------------------------------------------------ |
| 1 | エジソンの母                                         | 2008年1月 - 3月       | TBS            | 八戸うらん 役で出演。（芸名は「うらん」名義）                            |
| 2 | パナソニックドラマスペシャル「あるがままの君でいて」 | 2008年11月24日        | TBS            | 4年前の榎本香織役で出演。                                                |
| 3 | We Can☆                                              | 2009年4月 - 2010年3月 | BSフジ         | 1期生としてレギュラー出演。2009年度にて卒業。                            |
| 4 | ピラメキーノ 子役恋物語シーズン16 子役4人恋物語      | 2010年5月             | テレビ東京     | 共演は、田辺桃子、阿部紗英、櫻井真樹。                                   |
| 5 | ハガネの女 season2                                   | 2011年4月- 6月        | テレビ朝日     | 長田美穂役で出演。                                                       |
| 6 | 清塚信也のガチンコ3B junior 第7回放送                | 2016年10月20日        | フジテレビNEXT | 自ら選曲した原田真二の『OUR SONG』を、清塚信也のピアノ伴奏にてソロ歌唱。 |

### CM
| # | タイトル                                                      | 出演日／出演期間 | 備考 |
| - | ------------------------------------------------------------- | ---------------- | ---- |
| 1 | info宝くじ                                                    |                  |      |
| 2 | リゾートホテル P.I.C. グアム「ちびっ子トリオ ダータ篇」       | 2009年6月～7月   |      |
| 3 | バンダイ アイカツ！ クリスマス アイカツ！ガーリーロックギター | 2013年12月       |      |

### 書籍・その他
| # | タイトル                                                   | 出版               | 発売日         | 備考                |
| - | ---------------------------------------------------------- | ------------------ | -------------- | ------------------- |
| 1 | 中学生スタートブック2013                                   | 小学館             | 2012年11月29日 | ISBN 9784863363281  |
| 2 | 小学校道徳事業教材「学校給食用牛乳推進事業・普及啓発教材」 | -                  | -              |                     |
| 3 | 3Bjunior BOOK 2013 summer ～school life～                  | 東京ニュース通信社 | 2013年7月30日  | ISBN 978-4863363281 |
| 4 | School Girls Book 2015 capital side                        | 東京ニュース通信社 | 2015年10月15日 | ISBN 978-4863365025 |

### インターネット・メディア
- HUSTLE PRESS　「おっかけ！3B junior マジェスティックセブン参上！」（2016年5月16日掲載）
- HUSTLE PRESS　「おっかけ！3B junior うらん」（2016年10月19日掲載）